# André Dumas (rugby à XIII)
Pour les articles homonymes, voir André Dumas.
Pas d'image ? Cliquez ici

a Compétitions nationales et continentales officielles uniquement.

b Matchs officiels uniquement.
André Dumas, né le 28 avril 1953 à Boutenac, est un joueur de rugby à XIII évoluant au poste de centre dans les années 1970.
Il joue au cours de sa carrière pour le FC Lézignan remportant le Championnat de France en 1978.
Fort de ses performances en club, il est sélectionné en équipe de France et compte deux sélections obtenues lors de la Coupe du monde 1975.

## Palmarès
- Collectif :
  - vainqueur du Championnat de France : 1978 (Lézignan) ;
  - finaliste du Championnat de France : 1976 (Lézignan) ;
  - finaliste de la Coupe de France : 1974 et 1978 (Lézignan).

### Détails en sélection de rugby à XIII
| 1. | 15 juin 1975 | Nouvelle-Zélande | 0-27 | Coupe du monde | Ailier | - | - | - | - |
| 1. | 21 juin 1975 | Australie        | 6-26 | Coupe du monde | Ailier | - | - | - | - |